# Прибојевићи
Прибојевићи су насељено мјесто у општини Сребреница, Република Српска, БиХ. Према попису становништва из 1991. у насељу је живјело 125 становника.

## Становништво 1991.
Према попису становништва из 1991. године, мјесто је имало 125 становника.